# San Antonio (Belize)
San Antonio é uma cidade do distrito de Cayo, Belize. No último censo realizado em 2000, sua população era de 2.124 habitantes. Em meados de 2005, a população estimada da cidade era de 2.700 habitantes.